# 卡德内
卡德内（法語：Cadenet，法語發音：[kadnɛ]）是法国普罗旺斯-阿尔卑斯-蓝色海岸大区沃克吕兹省的一个市镇，位于该省南部，属于阿普特区。

## 地理
卡德内（43°44'6"N, 5°22'24"E）面积25.08 平方千米，位于法国普罗旺斯-阿尔卑斯-蓝色海岸大区沃克吕兹省，该省份为法国东南部内陆省份，北起德龙省，西北接阿尔代什省，西接加尔省，南至罗讷河口省，东南角与瓦尔省接壤，东临上普罗旺斯阿尔卑斯省。
与卡德内接壤的市镇（或旧市镇、城区）包括：拉罗克当泰龙、圣埃斯泰夫让松、昂苏伊、卢尔马兰、皮韦尔、沃日讷、维勒洛尔。

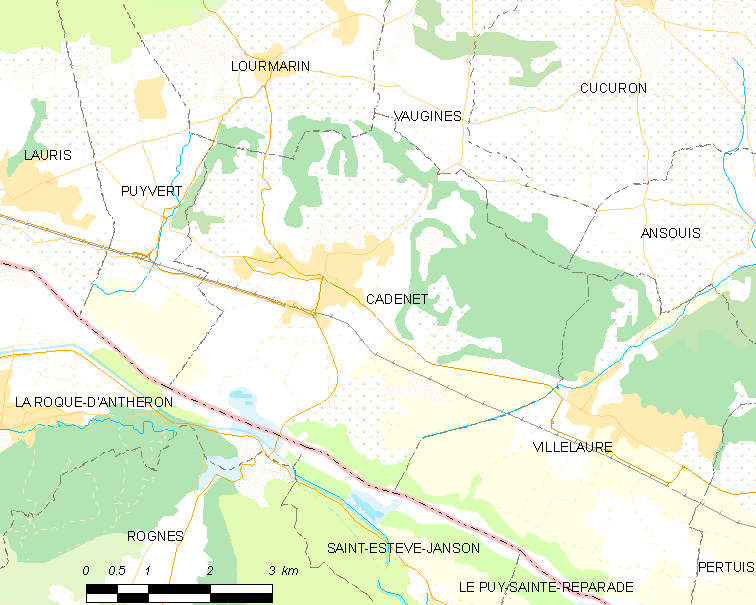
卡德内的OSM定位图

卡德内的时区为UTC+01:00、UTC+02:00（夏令时）。

## 行政
卡德内的邮政编码为84160，INSEE市镇编码为84026。

## 政治
卡德内所属的省级选区为舍瓦勒布朗县。

## 人口

1962-2008年间卡德内人口变化图示

卡德内于2022年1月1日时的人口数量为4327人。